# Porcellio tripolitanus
Porcellio tripolitanus är en kräftdjursart som beskrevs av Arcangeli1924. Porcellio tripolitanus ingår i släktet Porcellio och familjen Porcellionidae. Inga underarter finns listade i Catalogue of Life.